# Jimmi Simpson
James Raymond Simpson (Hackettstown, 21 novembre 1975) è un attore statunitense.

## Biografia
Ultimo di quattro fratelli, Simpson è nato nel New Jersey e ha studiato alla Bloomsburg University; ha frequentato per quattro anni il Williamstown Theatre Festival.

### Carriera
Ha recitato per più episodi in 24, My Name Is Earl, CSI - Scena del crimine, Person of Interest e House of Cards - Gli intrighi del potere. Nel 2009 ha avuto un ruolo di guest star in Dr. House - Medical Division e Psych.
Dal 2011 al 2012 ha fatto parte del cast principale della serie televisiva I signori della fuga. Nel 2016 ha recitato in Westworld - Dove tutto è concesso per l'emittente HBO.
Nel 2013 ha partecipato al film Come la prima volta.
Spesso è guest star nella serie tv C'è sempre il sole a Philadelphia, ove interpreta Liam McPoyle, lunatico conoscente dei protagonisti.

### Vita privata
Nel 2001, sul set della miniserie Rose Red ha conosciuto l'attrice Melanie Lynskey, con cui si è fidanzato nel 2005 e sposato nel 2007. La coppia annunciò la separazione nel 2012, per poi divorziare nel 2014.
Nel 2019 si è sposato con l'attrice inglese Sophia Del Pizzo.

## Filmografia

### Attore

#### Cinema
- American School (Loser), regia di Amy Heckerling (2000)
- D.E.B.S. - Spie in minigonna (D.E.B.S.), regia di Angela Robinson (2004)
- Herbie - Il super Maggiolino (Herbie: Fully Loaded), regia di Angela Robinson (2005)
- Stay Alive, regia di William Brent Bell (2005)
- Caccia spietata (Seraphim Falls), regia di David Von Ancken (2007)
- Zodiac, regia di David Fincher (2007)
- Il primo dei bugiardi (The Invention of Lying), regia di Ricky Gervais, Matthew Robinson (2009)
- Notte folle a Manhattan (Date Night), regia di Shawn Levy (2009)
- Knights of Badassdom, regia di Joe Lynch (2012)
- La leggenda del cacciatore di vampiri (Abraham Lincoln: Vampire Hunter), regia di Timur Bekmambetov (2012)
- La verità su Emanuel (Truth About Emanuel), regia di Francesca Gregorini (2013)
- Come la prima volta (Hello I Must Be Going), regia di Todd Louiso (2013)
- Sotto assedio - White House Down (White House Down), regia di Roland Emmerich (2013)
- Gravy, regia di James Roday (2015)
- Under the Silver Lake, regia di David Robert Mitchell (2018)
- Il giorno sbagliato (Unhinged), regia di Derrick Borte (2020)
- Breaking News a Yuba County (Breaking News in Yuba County), regia di Tate Taylor (2021)
- Silk Road, regia di Tiller Russell (2021)

#### Televisione
- Rose Red – miniserie TV, 3 puntate (2002)
- 24 – serie TV, 3 episodi (2002)
- NYPD - New York Police Department (NYPD Blue) – serie TV, 1 episodio (2003)
- Cold Case - Delitti irrisolti (Cold Case) – serie TV, 1 episodio (2003)
- Carnivàle – serie TV, 2 episodi (2005)
- C'è sempre il sole a Philadelphia (It's Always Sunny in Philadelphia) – serie TV, 8 episodi (2005-2023)
- My Name Is Earl – serie TV, 2 episodi (2006)
- Eleventh Hour – serie TV, 1 episodio (2008)
- CSI - Scena del crimine (CSI: Crime Scene Investigation) – serie TV, 2 episodi (2008-2009)
- Dr. House - Medical Division (House M.D) - serie TV, episodio 5x15 (2009)
- Psych – serie TV, 3 episodi (2009-2010)
- I signori della fuga (Breakout Kings) – serie TV, 23 episodi (2011-2012)
- How I Met Your Mother – serie TV, 1 episodio (2011)
- Person of Interest – serie TV, 2 episodi (2013-2016)
- Psych: il musical (Psych: The Musical), regia di Steve Franks – film TV (2013)
- House of Cards - Gli intrighi del potere (House of Cards) – serie TV, 17 episodi (2014-2015)
- The Newsroom – serie TV, 3 episodi (2014)
- Westworld - Dove tutto è concesso (Westworld) – serie TV, 12 episodi (2016-2020)
- Hap and Leonard – serie TV, 6 episodi (2016)
- This Is Us – serie TV, 1 episodio (2016)
- Black Mirror – serie TV, episodi 4x01-7x06 (2017-2025)
- Wormwood – miniserie TV, 2 puntate (2017)
- Unsolved – serie TV, 10 episodi (2018)
- Into the Dark – serie TV, episodio 1x06 (2019)
- Pachinko - La moglie coreana (Pachinko) – serie TV, 12 episodi (2022-2024)
- L'uomo che cadde sulla Terra (The Man Who Fell to Earth) – serie TV, 8 episodi (2022)
- Dark Matter – serie TV, 7 episodi (2024)

### Doppiatore
- Star Trek: Prodigy - serie animata (2021-in corso)
- Star Wars: The Bad Batch - serie animata, 5 episodi (2023)

## Doppiatori italiani
Nelle versioni in italiano delle opere in cui ha recitato, Jimmi Simpson è stato doppiato da:
- Stefano Crescentini in 24, Stay Alive, I signori della fuga, Il giorno sbagliato, C'è sempre il sole a Philadelphia, L'uomo che cadde sulla Terra, Dark Matter
- Roberto Gammino in D.E.B.S. - Spie in minigonna, House of Cards - Gli intrighi del potere, Westworld - Dove tutto è concesso
- Luigi Morville in Herbie - Il super Maggiolino, Psych, Psych: il musical
- Emiliano Coltorti in Sotto assedio - White House Down, Hap and Leonard, Under the Silver Lake
- Paolo De Santis in How I Met Your Mother, Come la prima volta
- Sergio Lucchetti in My Name is Earl
- Luigi Ferraro in Carnivàle
- Vittorio Guerrieri in Cold Case - Delitti irrisolti
- David Chevalier in Il primo dei bugiardi
- Marco Vivio in American School
- Stefano Billi in CSI - Scena del crimine
- Davide Perino in Person of Interest
- Marco Guadagno in La leggenda del cacciatore di vampiri
- Roberto Certomà in Caccia spietata
- Fabio Boccanera in Eleventh Hour
- Pasquale Anselmo in Notte folle a Manhattan
- Massimo Triggiani in Unsolved
- Alberto Bognanni in Into the Dark
- Nanni Baldini in Breaking News a Yuba County

Da doppiatore è sostituito da:
- Fabrizio Pucci in Star Wars: The Bad Batch